# Segoe
Segoe es una familia tipográfica conocida por su uso por Microsoft en materiales impresos y logotipos, así como en las interfaces de usuario de algunas de sus aplicaciones y sistemas operativos más recientes.

## Origen del nombre
El nombre «Segoe» es una marca registrada de Microsoft, si bien la familia tipográfica fue desarrollada inicialmente por Monotype. Fue llamada así debido al lugar donde uno de los ingenieros de Monotype vivió, Segoe Road, en Madison, Wisconsin.

## Diseñador
Segoe fue diseñada por Steve Matteson, con un estilo humanístico; y está disponible para su uso en diversos sistemas de escritura.

## Estilos

### Segoe UI
Segoe UI es la variante de Segoe utilizada en software de Microsoft y material en línea. Con el lanzamiento de Windows 7, se añadieron a este tipo de letra las variantes fina (Segoe UI Light), semifina (Segoe UI Semilight) y seminegrita (Segoe UI Semibold).

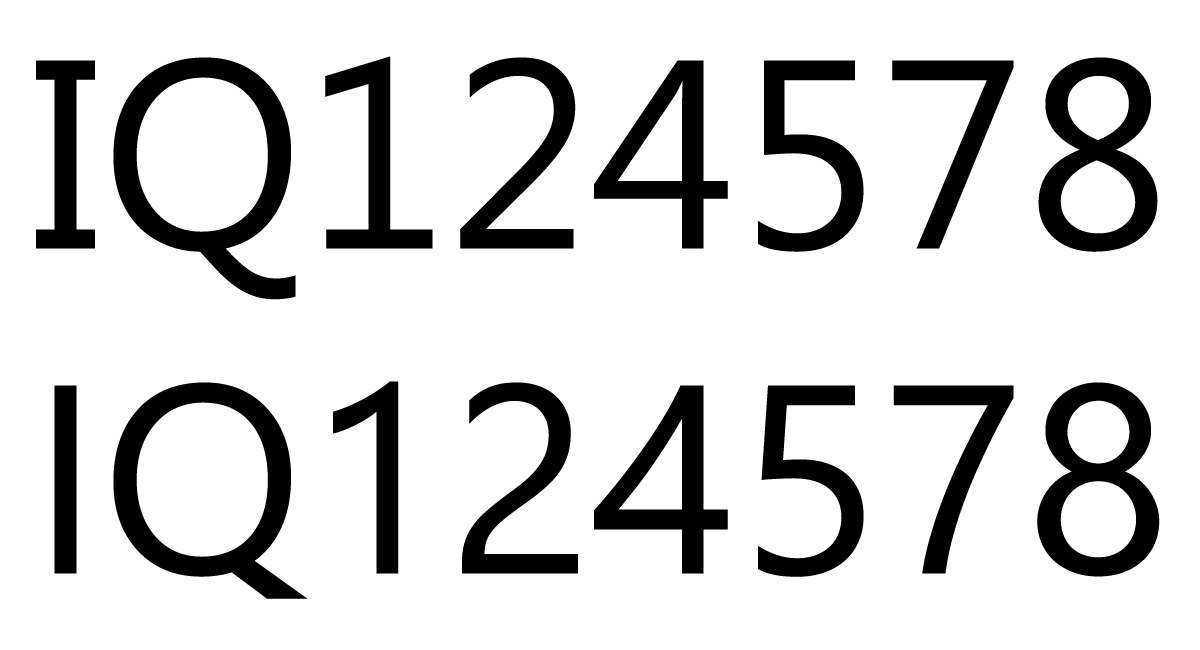
Diferencias entre versiones de Segoe UI: Segoe UI v5.00 (superior) y v5.27 (inferior)

Segoe UI está optimizada para legibilidad, en especial para su uso con ClearType. Es más legible en los tamaños 8, 9 y 10 puntos, bajo Windows.
En Windows 8 cambió la I, la Q, y los dígitos 1, 2, 4, 5, 7, 8.
En Windows 8.1 se ganó una versión negra, pero solo incluye latín, griego y cirílico y no hebreo y árabe.
Segoe UI Mono
Es un tipo de letra monoespaciado. Al igual que Segoe UI, tiene soporte para diversos sistemas de escritura, pero no incluye itálicas.
Segoe UI Symbol
Esta variante incluye diversos símbolos como runas, piezas del ajedrez, operadores matemáticos, bloques, flechas, entre otros caracteres técnicos.
Segoe WP
Esta variante se utiliza en la interfaz del sistema operativo para teléfonos Windows Phone. Se distribuye con Microsoft Visual Studio Tools for Windows Phone 2010.
Zegoe UI
Es una variante utilizada en la interfaz de reproductores Zune.

### Segoe Print
Es una familia tipográfica basada en la escritura del empleado de Monotype Imaging Brian Allen, y desarrollada por Carl Crossgrove, James Grieshaber y Karl Leuthold. No incluye itálicas.

### Segoe Script
Como Segoe Print, está basada en la escritura de Brian Allen, pero incluye las ligaduras entre letras y el estilo hallado comúnmente en una escritura cursiva.